# 南砺市いなみ国際木彫刻キャンプ
南砺市いなみ国際木彫刻キャンプ（なんとしいなみこくさいもくちょうこくキャンプ）は、井波彫刻で知られる富山県南砺市井波地区で4年に一度、8月中旬より下旬にかけ約2週間に渡って開催される、木彫刻の国際イベントである。旧井波町時代の1991年（平成3年）に初開催し、2023年（令和5年）時点で9回開催されている。

## 概要
世界各国から招待された木彫刻家が野外で公開制作をおこなう。また期間中には、さまざまな関連イベントが開催される。これまでに43ヵ国123人の作家が参加した。
「木彫りを通して世界をつなぐ」がテーマである。
木彫刻家達は長さ2〜4mのクスノキの原木を、長さ約1.5m、直径約0.5mの丸太にしたものに、チェンソーや、のみなどを駆使し彫刻をほどこす。
いなみ国際木彫刻キャンプ実行委員会は、1996年（平成8年）にサントリー地域文化賞、1999年（平成11年）に国際交流基金地球市民賞を受賞している。なお、開催地である井波地区の伝統工芸品である井波彫刻は、日本遺産に認定されている。

## 過去の開催
第1回（1991年）
- 開催期間：7月22日 - 8月10日
- 会場：閑乗寺公園
- 参加国

カメルーン、カナダ、デンマーク、ドイツ、ハンガリー、韓国、リトアニア、マラウイ、ニュージーランド、ポーランド、日本
第2回（1995年）
- 開催期間：7月22日 - 8月6日
- 会場：閑乗寺公園
- 参加国

中国、コロンビア、チェコ、デンマーク、ドイツ、ハンガリー、インド、インドネシア、韓国、ニュージーランド、フィリピン、ポーランド、ロシア、日本
第3回（1999年）
- 開催期間：7月24日 - 8月8日
- 会場：閑乗寺公園
- 参加国

モロッコ、フィリピン、マラウイ、モンゴル、オーストラリア、スウェーデン、ウクライナ、中国、韓国、ポーランド、ハンガリー、ベルギー、リトアニア、コロンビア、日本
第4回（2003年）
- 開催期間：8月17日 - 8月30日
- 会場：いなみ木彫りの里
- 参加国

エストニア、ラトビア、アメリカ、イタリア、中国、オーストラリア、アイルランド、ウクライナ、ハンガリー、アルゼンチン、ジンバブエ、フィリピン、韓国、チェコ、日本
第5回（2007年）
- 開催期間：8月18日 - 9月1日
- 会場：いなみ木彫りの里
- 参加国

オーストラリア、オーストリア、カナダ、中国、フランス、ハンガリー、韓国、リトアニア、メキシコ、ルーマニア、トルコ、日本
第6回（2011年）
- 開催期間：8月18日 - 8月30日
- 会場：井波別院瑞泉寺
- 参加国

オーストラリア、ブルガリア、チリ、中国、チェコ、フィンランド、ハンガリー、リトアニア、タイ、日本
第7回（2015年）
- 開催期間：8月18日 - 8月30日
- 会場：井波別院瑞泉寺
- 参加国

アルゼンチン、オーストラリア、中国、チェコ、ハンガリー、イタリア、韓国、モンテネグロ、モロッコ、スイス、トルコ、日本
第8回（2019年）
- 開催期間：8月18日 - 8月30日
- 会場：井波芸術の森公園
- 参加国

ベナン、中国、ハンガリー、イタリア、モンゴル、ポルトガル、ルーマニア、アメリカ、日本
第9回（2023年）
- 開催期間：8月18日 - 8月30日
- 会場：井波芸術の森公園
- 参加国

オーストラリア、ブラジル、ドイツ、ハンガリー、イタリア、韓国、モンゴル、中国、日本

## 作品展示場所
これまで制作された153体は南砺市内の様々な場所に常設展示してある（一部は一般公開されていない）。
多く展示されている場所として、
- 閑乗寺公園
- 大門川河川公園
- 井波芸術の森公園

がある。
また、市内の行政センター、保育園や小学校、図書館などで展示され、特に井波地域では広場や体育館、交差点等にも置かれている。